# Klíčový román

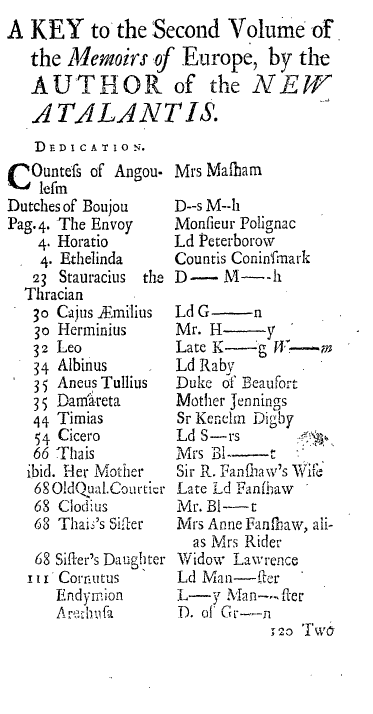
Klíč ke skandálnímu románu New Atalantis z roku 1713 uvádí seznam jednajících postav a jejich předobrazů ve skutečném životě

Klíčový román (používá se také mezinárodní výraz z francouzštiny roman à clef, výslovnost [ʁɔmɑ̃ a kle]) je označení literárního díla, které na první pohled vypráví fiktivní příběh, ve skutečnosti však obsahuje narážky na skutečné osoby a události. Na rozdíl od alegorie, která pojednává o obecných jevech a poukazuje na jejich nadčasovost, se klíčový román zabývá konkrétními, zpravidla aktuálními problémy, mění však místo děje nebo jména jednajících postav. Použití tohoto postupu má za cíl politickou satiru (George Orwell: Farma zvířat, Anatole France: Ostrov tučňáků) nebo jde autorovi o vylíčení vlastních zážitků, chce však chránit identitu ostatních aktérů (Jack Kerouac: Na cestě, Javier Marías: Všechny duše). Často se klíčový román odehrává v uměleckém prostředí a karikuje známé osobnosti (Jerzy Andrzejewski: Onť se béře po horách, Klaus Mann: Mefisto, Michail Bulgakov: Divadelní román). V takovém případě bývá zašifrovanost motivována snahou vyhnout se žalobě na ochranu osobnosti. Proto je zvykem v úvodu knih upozornit, že jakákoli podoba s realitou je čistě náhodná.
Za zakladatelskou osobnost tohoto žánru bývá označována Madeleine de Scudéry, která v 17. století vyjadřovala kritiku dobových poměrů prostřednictvím spisů s historickými či mytologickými náměty. Aby klíčový román fungoval, je nutná spoluúčast čtenáře: spisovatel mu musí poskytnout dostatek vodítek ke správnému „rozklíčování“ díla, zároveň je třeba, aby román vyprávěl o věcech všeobecně známých (proto tomuto typu příběhů hrozí rychlé zastarávání). Antonín Měšťan uvádí jako příklady klíčových románů v české literatuře Rozervance (Josef Kajetán Tyl), Zbabělce (Josef Škvorecký) nebo Indiánský běh (Tereza Boučková).
Z literatury přejala tento postup také kinematografie: jako typický film à clef je zmiňován Diktátor (režie Charlie Chaplin) nebo Občan Kane (režie Orson Welles).